# Matthew Hoppe
Matthew Hoppe (Yorba Linda, 3 marzo 2001) è un calciatore statunitense, attaccante del SønderjyskE.

## Caratteristiche tecniche
Centravanti completo, è agile nonostante l'altezza ed è bravo a creare spazi per i compagni.

## Carriera

### Club

#### Gli esordi e Schalke 04
Cresciuto tra i settori giovanili del LA Galaxy e del Cal Utd Strikers, nel 2017 entra a far parte dell'accademia calcistica statunitense del Barcellona, allenandosi per un periodo anche in Spagna alla Masia. Nel 2019 viene acquistato dallo Schalke 04 che lo aggrega inizialmente alla propria formazione U-19. L'anno successivo viene promosso nelle riserve, con cui debutta il 6 ottobre contro il RW Oberhausen.
Agli inizi di novembre 2020 viene aggregato al gruppo della prima squadra. Il 28 dello stesso mese fa il suo esordio fra i professionisti, giocando da titolare l'incontro di Bundesliga perso 4-1 contro il Borussia M'gladbach. Il 9 gennaio 2021 segna una tripletta nella gara interna vinta dallo Schalke 04 contro l’Hoffenheim (4-0), diventando il primo calciatore statunitense a segnare una tripletta in Bundesliga. Il 1º febbraio seguente sigla il suo primo contratto professionistico con il club. Conclude la stagione con 6 reti in 24 presenze (di cui 2 in Coppa di Germania), che però non bastano a evitare la retrocessione del club.

#### Maiorca
Il 31 agosto 2021 viene acquistato dal Maiorca.

#### Nazionale
Il 20 maggio 2021 viene convocato per la prima volta in nazionale maggiore per l'amichevole (poi persa 2-1) contro la Svizzera.
Convocato per la Gold Cup 2021, nel corso del torneo fa il suo esordio in nazionale nel successo per 6-1 contro la Martinica ai gironi. Ai quarti di finale è stato decisivo nel successo per 1-0 contro la Giamaica realizzando il gol della selezione statunitense, che al contempo è stata la sua prima rete per gli Stati Uniti. A fine torneo si laurea campione battendo il Messico per 1-0 ai supplementari, in una partita in cui lui è stato sostituito al 121'.

## Statistiche
Statistiche aggiornate al 22 dicembre 2021.

### Presenze e reti nei club
| Stagione        | Squadra         | Campionato      | Campionato | Campionato | Coppe nazionali | Coppe nazionali | Coppe nazionali | Coppe continentali | Coppe continentali | Coppe continentali | Altre coppe | Altre coppe | Altre coppe | Totale | Totale | Totale |
| Stagione        | Squadra         | Comp            | Pres       | Reti       | Comp            | Pres            | Reti            | Comp               | Pres               | Reti               | Comp        | Pres        | Reti        | Pres   | Reti   |        |
| --------------- | --------------- | --------------- | ---------- | ---------- | --------------- | --------------- | --------------- | ------------------ | ------------------ | ------------------ | ----------- | ----------- | ----------- | ------ | ------ | ------ |
| 2020-2021       | Schalke 04      | BL              | 22         | 6          | CG              | 2               | 0               |                    | -                  | -                  |             | -           | -           | 24     | 6      |        |
| lug.set 2021    | Schalke 04      | ZL              | 1          | 0          | CG              | -               | -               |                    | -                  | -                  |             | -           | -           | 1      | 0      |        |
| 2021-2022       | Maiorca         | PD              | 4          | 0          | CR              | 2               | 0               |                    | -                  | -                  |             | -           | -           | 6      | 0      |        |
| 2022-gen. 2023  | Middlesbrough   | FLC             | 6          | 0          | FACup+CdL       | 0               | 0               |                    | -                  | -                  | -           | -           | -           | 6      | 0      |        |
| gen.-giu. 2023  | Hibernian       | SP              | 9          | 1          | CS+CdL          | 0               | 0               |                    | -                  | -                  | -           | -           | -           | 9      | 1      |        |
| Totale carriera | Totale carriera | Totale carriera | 42         | 7          |                 | 4               | 0               |                    | -                  | -                  |             | -           | -           | 46     | 7      |        |

### Cronologia presenze e reti in nazionale
| Cronologia completa delle presenze e delle reti in nazionale ― Stati Uniti | Cronologia completa delle presenze e delle reti in nazionale ― Stati Uniti | Cronologia completa delle presenze e delle reti in nazionale ― Stati Uniti | Cronologia completa delle presenze e delle reti in nazionale ― Stati Uniti | Cronologia completa delle presenze e delle reti in nazionale ― Stati Uniti | Cronologia completa delle presenze e delle reti in nazionale ― Stati Uniti | Cronologia completa delle presenze e delle reti in nazionale ― Stati Uniti | Cronologia completa delle presenze e delle reti in nazionale ― Stati Uniti |
| Data                                                                       | Città                                                                      | In casa                                                                    | Risultato                                                                  | Ospiti                                                                     | Competizione                                                               | Reti                                                                       | Note                                                                       |
| -------------------------------------------------------------------------- | -------------------------------------------------------------------------- | -------------------------------------------------------------------------- | -------------------------------------------------------------------------- | -------------------------------------------------------------------------- | -------------------------------------------------------------------------- | -------------------------------------------------------------------------- | -------------------------------------------------------------------------- |
| 16-7-2021                                                                  | Kansas City                                                                | Martinica                                                                  | 1 – 6                                                                      | Stati Uniti                                                                | Gold Cup 2021 - 1º turno                                                   | -                                                                          | 58’                                                                        |
| 18-7-2021                                                                  | Kansas City                                                                | Stati Uniti                                                                | 1 – 0                                                                      | Canada                                                                     | Gold Cup 2021 - 1º turno                                                   | -                                                                          | 75’                                                                        |
| 25-7-2021                                                                  | Arlington                                                                  | Stati Uniti                                                                | 1 – 0                                                                      | Giamaica                                                                   | Gold Cup 2021 - Quarti di finale                                           | 1                                                                          | 84’                                                                        |
| 29-7-2021                                                                  | Austin                                                                     | Qatar                                                                      | 0 – 1                                                                      | Stati Uniti                                                                | Gold Cup 2021 - Semifinale                                                 | -                                                                          | 81’                                                                        |
| 1-8-2021                                                                   | Paradise                                                                   | Stati Uniti                                                                | 1 – 0 dts                                                                  | Messico                                                                    | Gold Cup 2021 - Finale                                                     | -                                                                          | 120+1’                                                                     |
| 13-10-2021                                                                 | Columbus                                                                   | Stati Uniti                                                                | 2 – 1                                                                      | Costa Rica                                                                 | Qual. Mondiali 2022                                                        | -                                                                          | 73’                                                                        |
| 26-1-2023                                                                  | Los Angeles                                                                | Stati Uniti                                                                | 1 – 2                                                                      | Serbia                                                                     | Amichevole                                                                 | -                                                                          | 63’                                                                        |
| 29-1-2023                                                                  | Carson                                                                     | Stati Uniti                                                                | 0 – 0                                                                      | Colombia                                                                   | Amichevole                                                                 | -                                                                          |                                                                            |
| Totale                                                                     |                                                                            | Presenze                                                                   | 8                                                                          |                                                                            | Reti                                                                       | 1                                                                          |                                                                            |

## Palmarès

### Nazionale
- Gold Cup: 1

Stati Uniti 2021